# 張伯倫內閣

## 張伯倫內閣

### 第四次聯合內閣 （1937年5月—1939年9月）
- 內維爾·張伯倫：英國首相及下議院領袖
- 海爾什勳爵：大法官
- 哈利法克斯勳爵（Lord Halifax）：樞密院議長及上議院領袖
- 德拉瓦勳爵（Lord De La Warr）：掌璽大臣
- 約翰·西蒙爵士（Sir John Simon）：財政大臣
- 塞繆爾·霍爾爵士（Sir Samuel Hoare）：內務大臣
- 安東尼·艾登：外務大臣
- 威廉·奧姆斯比-戈爾（William Ormsby-Gore）：殖民地大臣
- 馬爾科姆·麥克唐納（Malcolm MacDonald）：自治領事務大臣
- 萊斯利·霍爾-貝利沙（Leslie Hore-Belisha）：陸軍大臣
- 澤特蘭勳爵（Lord Zetland）：印度及緬甸大臣
- 斯維頓勳爵（Lord Swinton）：空軍大臣
- 沃爾特·艾略特（Walter Elliot）：蘇格蘭大臣
- 多弗·柯柏（Duff Cooper）：第一海軍大臣
- 奧利弗·斯坦利（Oliver Stanley）：貿易委員會主席
- 斯坦厄普勳爵（Lord Stanhope）：教育委員會主席
- 威廉·謝潑德·莫里森（William Shepherd Morrison）：農業部長
- 歐內斯特·布朗（Ernest Brown）：勞工部長
- 金斯利·伍德爵士（Sir Kingsley Wood）：衛生部長
- 萊斯利·伯金（Leslie Burgin）：交通部長
- 托馬斯·英斯基普爵士（Sir Thomas Inskip）：國防協調部長

#### 變動
- 1938年2月：哈利法克斯勳爵接替安東尼·艾登任外務大臣，海爾什勳爵則取代哈利法克斯勳爵為樞密院議長。至於原大法官一職則由毛姆勳爵（Lord Maugham）接任。此外，原本由哈利法克斯勳爵出任的上議院領袖一職由已擔任教育委員會主席的斯坦厄普勳爵兼任。
- 1938年3月：溫特頓勳爵（Lord Winterton）以蘭卡斯特公爵領地總裁之身份加入內閣。
- 1938年5月：奧姆斯比-戈爾襲承哈勒赫男爵爵位，因此決定退出政壇，其殖民地大臣一職由馬爾科姆·麥克唐納接任。史坦利勳爵（Lord Stanley）則接替麥克唐納為自治領事務大臣。另外，金斯利·伍德爵士取代斯維頓勳爵為空軍大臣，伍德爵士原任的衛生部長則由沃爾特·艾略特取代。約翰·科爾維爾則接任蘇格蘭大臣。
- 1938年10月：多弗·柯柏辭去第一海軍大臣一職，由斯坦厄普勳爵取代，德拉瓦勳爵接替斯坦厄普勳爵為教育委員會主席，約翰·安德生爵士（Sir John Anderson）接替德拉瓦勳爵為掌璽大臣，而且專責空襲防禦事宜。另一方面，由於史坦利勳爵死亡，自治領事務大臣一職由馬爾科姆·麥克唐納接替，而麥克唐納亦同時兼領原任的殖民地大臣一職。而朗西曼勳爵則接替海爾什勳爵任樞密院議長。
- 1939年1月：托馬斯·英斯基普爵士接替馬爾科姆·麥克唐納為自治領事務大臣，麥克唐納同時留任殖民地大臣。查特菲爾德勳爵（Lord Chatfield）則取代英斯基普爵士為國防協調部長。此外，威廉·謝潑德·莫里森接替溫特頓勳爵為蘭卡斯特公爵領地總裁，至於溫特頓勳爵改任財政部主計長，脫離內閣，莫里森原任的農業部長一職由雷金納德·多爾曼-史密斯（Reginald Dorman-Smith）接任。
- 1939年4月：萊斯利·伯金由交通部長調為不管部大臣，以候任為新創設的軍需部長。而交通部長由茹安·華萊士（Euan Wallace）接任。
- 1939年7月：萊斯利·伯金正式成為軍需部長。

### 戰時內閣 （1939年9月—1940年5月）
由於大戰爆發，為了增加決策效率和保密機要，只有少數人士在戰時內閣之列。
- 內維爾·張伯倫：英國首相及下議院領袖
- 塞繆爾·霍爾爵士：掌璽大臣
- 約翰·西蒙爵士：財政大臣
- 哈利法克斯勳爵：外務大臣
- 萊斯利·霍爾-貝利沙：陸軍大臣
- 金斯利·伍德爵士：空軍大臣
- 邱吉爾：第一海軍大臣
- 查特菲爾德勳爵：國防協調部長
- 漢基勳爵（Lord Hankey）：不管部大臣

#### 變動
- 1940年1月：奧利弗·斯坦利取代萊斯利·霍爾-貝利沙為陸軍大臣。
- 1940年4月：塞繆爾·霍爾爵士與金斯利·伍德爵士對調職位。查特菲爾德勳爵離開政府，而國防協調部長一職隨之廢置。